# Джошыбаев, Сейтхан Джошыбаевич
Сейтхан Джошыбаевич Джошыбаев (род. 9 июня 1939 г Рыскуловский район, Жамбылская область, Казахская ССР) — кардихирург, доктор медицинских наук (1981), профессор. академик Академии профилактической медицины Казахстана. отличник здравоохранения СССР и Казахстана.

## Биография
- Джошибаев Сейтхан, 9 июня 1939 г. рождения, уроженец Т.Рыскуловского района Жамбылской области Республики Казахстан. Происходит из рода сикым племени дулат.[1]
- 1962 г — закончил Кыргызский государственный медицинский институт

## Трудовая деятельность
- В 1962—1967 гг. работал общим хирургом в гг. Нарын и Талас(Кыргызстан).
- В 1967—1970 гг. обучался в целевой аспирантуре в Институте сердечно-сосудистой хирургии им. А. Н. Бакулева АМН СССР (г. Москва) и защитил кандидатскую диссертацию по протезированию митрального клапана. Затем работал в Республиканской клинической больнице в г. Бишкек (Кыргызстан) — ассистентом кафедры общей хирургии, заведующим отделении торакальной хирургии.
- В 1976 г. организовал Республиканский кардиохирургический центр и по 1984 год был руководителем этого центра (г. Бишкек,Кыргызстан).
- В 1981 году, без отрыва от производства, защитил докторскую диссертацию по протезированию аортального клапана сердца.
- В 1984—1992 гг. работал руководителем кардиохирургического отдела Научно-исследовательского института клинической и экспериментальной хирургии им. А. Н. Сызганова (Алматы, Казахстан).
- В 1992 г. вернулся в Кыргызстан (Бишкек), работал руководителем отдела кардиохирургии Национального центра кардиологии.
- В 2004 г. организовал и в течение 2х лет руководил НИИ хирургии сердца и трансплантации органов.

## Научно-клинический центр кардиохирургии и трансплантологии
- В 2007 г. переехал на родину(Казахстан) и организовал ТОО «Научно-клинический центр кардиохирургии и трансплантологии» в г. Тараз, где работает по настоящее время директором Центра.
- Центр удостоился премии Президента Казахстана «Алтын сапа»(2010г) и Лауреат Международной имиджевой программы «Лидеры XXI века» с присвоением «Европейское качество» (2011 г. Оксфорд, Великобритания), «Европейский гран при за качество», «Лидер в сфере медицины»(2013), «Лидер в сфере медицины»(2014)

## Научные, литературные труды
- Научные достижения:
  - Подготовил 9 кандидатов наук
  - Руководил подготовкой 3 докторов философии и 1 доктора медицинских наук
  - Является обладателем 9 патентов на изобретения
  - Автор 17 рационализаторских предложений
  - Опубликовал более 210 научных работ, включая 2 монографии

- Международная деятельность:  Посетил кардиохирургические центры в следующих странах:
  - Европа: Англия, Польша, Чехия, Венгрия, Германия, Литва, Латвия, Эстония
  - Азия: Индия, Монголия, Турция, Сирия, Малайзия, Пакистан, Китай, Сингапур, Таиланд
  - Северная Америка: США (Нью-Йорк, Вашингтон)
  - Страны СНГ: Казахстан, Узбекистан, Грузия, Армения, Россия, Украина, Беларусь

- Хирургическая практика в Казахстане:  Возглавлял медицинские бригады, проводившие операции на сердце в:
  - Алматы (6 операций)
  - Караганда (4 операции)
  - Семипалатинск (2 операции)
  - Кокшетау (3 операции)

## Учёное звание
- 1981 — доктор медицинских наук
- профессор медицинских наук
- член-корреспондент Национальная академия наук Киргизской Республики
- действительный член Академии профилактической медицины Республики Казахстан
- член Ассоциации сердечно-сосудистых хирургов РФ
- председатель Ассоциации сердечно-сосудистых хирургов Казахстана
- член Европейской ассоциации кардиоторакальных хирургов
- член Международного общества мининвазивных кардиохирургов
- член Азиатской ассоциации сердечно-сосудистых хирургов
- член Al Bassel Heart Society, Сирия
- заслуженный врач Киргизской ССР
- Почетный член Общества сердечно-сосудистых хирургов имени И. К. Ахунбаева,Кыргызстан

## Награды и звания
- отличник здравоохранения СССР
- отличник здравоохранения Республики Казахстана
- заслуженный врач Киргизской ССР
- 2001 — Медаль «За трудовое отличие» (Казахстан)
- 2008 — Орден Парасат
- 2011 — Медаль «20 лет независимости Республики Казахстан»[2]
- 2014 — Орден «Барыс» ІІ степени из рук президента РК[3][4]
- 2019 — Орден «Достук» (28 августа 2019 года, Кыргызстан) — за существенный вклад в развитие здравоохранения, медицинского обслуживания населения и кадрового потенциала в сфере медицины Кыргызской Республики, а также участие в социально-экономическом развитии регионов страны[5]
- Медаль «Данк»
- 1997 — Почётный гражданин города Караганды
- 1999 — Почётный гражданин Рыскуловский район
- 2012 — Почётный гражданин Жамбылская область
- Документальный фильм «Всем сердцем своим…»[6]
- 2021 (2 декабря) — Орден «Барыс» ІІІ степени;[7]
- 2024 (23 октября) — Орден «Отан» один из высших орденов Республики Казахстан;[8]